# Enaria tulearensis
Enaria tulearensis är en skalbaggsart som beskrevs av Dewailly 1950. Enaria tulearensis ingår i släktet Enaria och familjen Melolonthidae. Inga underarter finns listade i Catalogue of Life.